# پرژنو (ناحیه وستین)
پرژنو (به چکی: Pržno) یک منطقهٔ مسکونی در جمهوری چک است که در ناحیه وستین واقع شده‌است. پرژنو ۸٫۳۵ کیلومتر مربع مساحت و ۶۶۸ نفر جمعیت دارد و ۳۳۰ متر بالاتر از سطح دریا واقع شده‌است.